# 220 v.Chr.

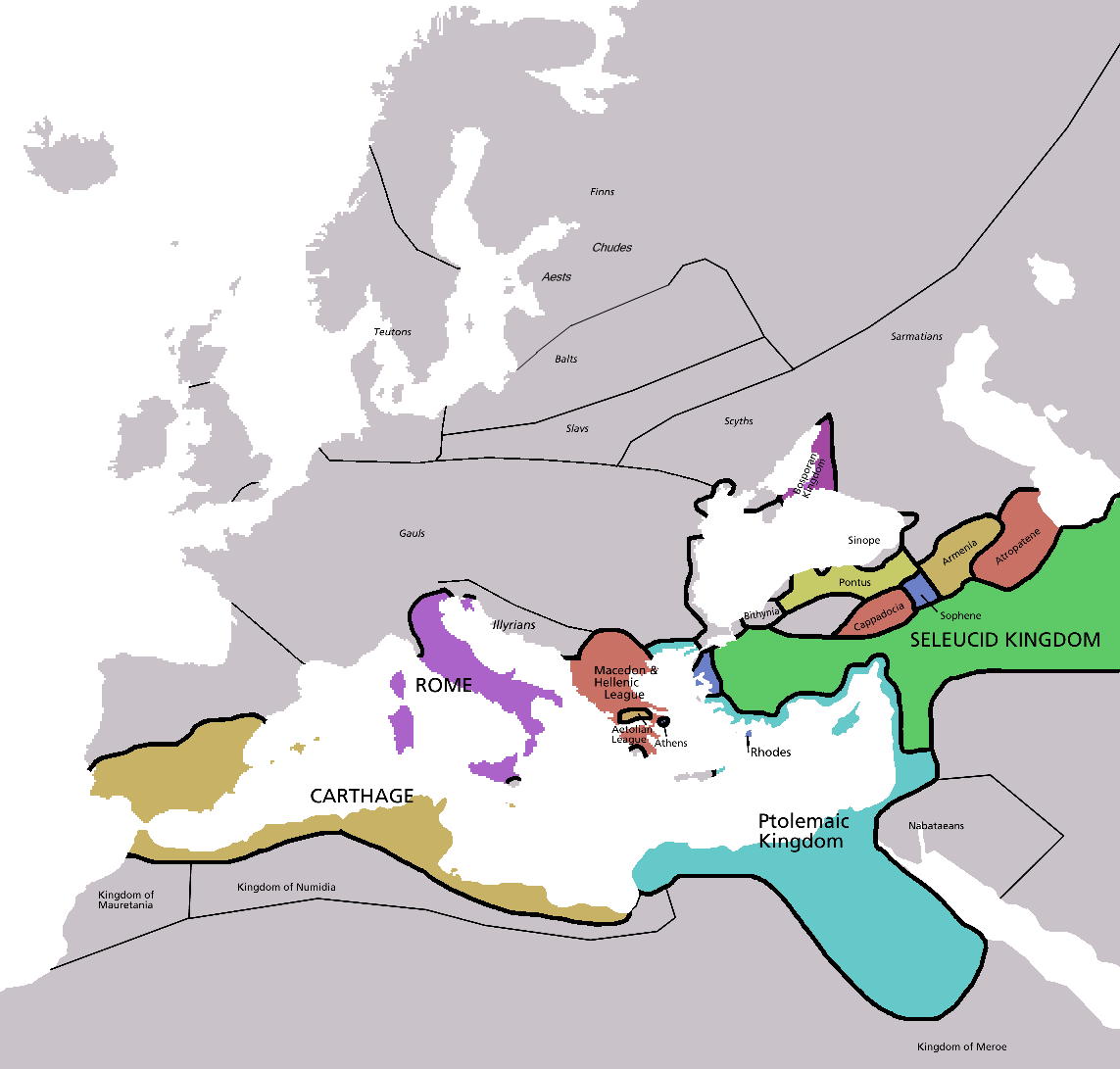
Europa in 220 v.Chr.

Het jaar 220 v.Chr. is een jaartal in de 3e eeuw v.Chr. volgens de christelijke jaartelling.

## Gebeurtenissen

### Italië
- Marcus Valerius Laevinus en Quintus Mucius Scaevola zijn consul in het Imperium Romanum.
- Gaius Flaminius laat de Via Flaminia aanleggen, de weg loopt van Rome door de Apennijnen naar Ariminum (huidige Rimini).

### Egypte
- Ptolemaeus IV Philopator trouwt met zijn zus Arsinoë III en versterkt in Juda en Palestina de Egyptische grens.
- Syphax (220 - 203 v.Chr.) bestijgt als koning de troon van Numidië.

### Klein-Azië
- Antiochus III de Grote herovert Anatolië en maakt plannen om Syrië en Egypte binnen te vallen.

### Griekenland
- Menecrates wordt benoemd tot archont van Athene.
- In Centraal-Griekenland wordt de Aetolische Bond, met uitzondering van Attika opgericht. De statenbond verzet zich tegen de plundertochten van Illyrië.
- Demetrios van Pharos beheerst aan de Illyrische kust de handelsroutes in de Adriatische Zee en breidt in de havenstad Lezhë zijn piratenvloot uit.
- Begin van de Tweede Illyrische Oorlog, piraten bedreigen de Peloponnesos, ze gaan aan land bij Lepanto en plunderen Arcadië.
- Griekse kolonisten uit Gortys bezetten op Kreta het stadje Matala en vestigen er een haven.

### China
- Keizer Qin Shi Huang laat in China het wegennet verbeteren en in een decreet wordt het Chinese schrift vereenvoudigd.
- Qin Shi Huang krijgt de titel: "Zoon van de Hemel" en laat in Xianyang door 700.000 dwangarbeiders een mausoleum bouwen. In deze graftombe wordt een Terracottaleger van ca. 3.000 man opgesteld.

## Geboren
- Attalus II Philadelphus (~220 v.Chr. - ~138 v.Chr.), koning van Pergamon
- Marcus Pacuvius (~220 v.Chr. - ~130 v.Chr.), Romeins schrijver
- Tiberius Sempronius Gracchus (consul in 177 en 163 v.Chr.) (~220 v.Chr. - ~150 v.Chr.), Romeins consul en veldheer

## Overleden
- Philon van Byzantium (~280 v.Chr. - ~220 v.Chr.), Grieks mechanica en schrijver (60)